# Підземне сховище газу Чуку
Підземне сховище газу Чуку (Chookoo) — інфраструктурний об'єкт газової промисловості Австралії в пустельному районі на південному заході штату Квінсленд.
У 1985-му в басейні Ероманга почалась розробка нафтового родовища Чуку. Воно також мало газовий поклад у пісковиках юрського періоду, який був швидко випрацьований — можливо відзначити, що перші поставки газу походженням з Ероманга відносяться до 1993 року, а вже у 1998-му на основі Чуку створили підземне сховище газу.
Сховище має об'єм лише 0,29 млрд м3 та добову пропускну здатність 0,53 млн м3 на закачування та 1,06 млн м3 на відбір (за іншими даними, ємність сховища досягає 0,36 млрд м3).
Сховище працює у зв'язці з газопереробним заводом Баллера, що видає продукцію через газопроводи Баллера – Валлумбілла/Мумба та Баллера – Маунт-Айза.